# Adam (Dubec)
Adam (ofic. tyt. Jego Ekscelencja Najprzewielebniejszy Adam, arcybiskup przemyski i nowosądecki), imię świeckie Aleksander Dubec (ur. 14 sierpnia 1926 we Florynce, zm. 24 lipca 2016 w Sanoku) – polski duchowny prawosławny, arcybiskup, wieloletni ordynariusz diecezji przemysko-nowosądeckiej.

## Życiorys
Urodzony we wsi Florynka w Beskidzie Niskim. Jego rodzice Wasyl Dubec i Maria z Worhaczów byli rolnikami. Do 1960 uczęszczał do Prawosławnego Seminarium Duchownego w Warszawie, a w 1964 ukończył Chrześcijańską Akademię Teologiczną, broniąc pracę magisterską poświęconą początkom chrześcijaństwa na ziemiach polskich. Święceń kapłańskich udzielił mu 30 stycznia 1965 arcybiskup łódzki i poznański Jerzy (Korenistow). Początkowo służył w parafiach w Wysowej-Zdroju i w Kalnikowie. W 1966 objął funkcję proboszcza cerkwi w Sanoku i dziekana dekanatu sanockiego.
18 stycznia 1983 r. przyjął śluby zakonne z imieniem Adam i następnego dnia został podniesiony do godności archimandryty.
30 stycznia 1983 za zgodą Urzędu do Spraw Wyznań odbył chirotonię biskupią. Do 22 września 1983 był wikariuszem diecezji warszawsko-bielskiej (z tytułem biskupa lubelskiego), a następnie objął przewodnictwo nowo utworzonej diecezji przemysko-nowosądeckiej z siedzibą w Sanoku. 30 października 1983 został intronizowany. W 1996 podniesiony do godności arcybiskupiej.
W skład diecezji, której był pierwszym ordynariuszem, wchodzi kilkadziesiąt parafii i około 3 tys. wiernych. W ciągu swej posługi poświęcił wiele cerkwi i domów parafialnych, rozpoczął działalność wydawniczą, utworzył Centrum Religijno-Kulturalne w Gorlicach.
Przyczynił się m.in. do wzniesienia cerkwi w Rozdzielu, Gorlicach, kaplicy w Tylawie upamiętniającej wydarzenia znane jako schizma tylawska, odbudowy cerkwi w Komańczy, powołania monasteru Opieki Matki Bożej w Wysowej-Zdroju i wzniesienia cerkwi w Rzeszowie. Z jego inicjatywy wznowiono wydawanie ukraińskojęzycznego rocznika Cerkownyj Kalendar oraz rozpoczęto publikację pisma kwartalnego „Antyfon”. Uczestniczył w przygotowaniach do kanonizacji św. Maksyma Gorlickiego oraz w związanych z nią uroczystościach.
19 czerwca 1988 apelował do wiernych namawiając do uczestnictwa w wyborach do Rad Narodowych. W czerwcu 2010 arcybiskup przyłączył się do protestu przeciwko budowie pomnika Kazimierza Pułaskiego we wsi Wysowa-Zdrój, w miejscu dawnych szańców konfederackich.
Zmarł 24 lipca 2016 w godzinach popołudniowych w szpitalu w Sanoku w 90. roku życia. Uroczystości pogrzebowe odbyły się 27 lipca 2016 w Sanoku pod przewodnictwem metropolity warszawskiego i całej Polski Sawy, po czym ciało zostało przewiezione do Krynicy-Zdroju i złożone w krypcie pod cerkwią św. Włodzimierza Wielkiego.

## Współpraca z SB
W 2009 dziennik Rzeczpospolita podał, iż według zachowanych dokumentów Służby Bezpieczeństwa znajdujących się w archiwach IPN-u, 16 czerwca 1971 proboszcz Aleksander Dubec został pozyskany przez SB na tajnego współpracownika o pseudonimie operacyjnym „Marek”. Informacje te znalazły się także w publikacji IPN z tego samego roku.
Z zachowanych akt (teczka pracy z lat 1971–1979, późniejsze akta zostały zniszczone, ostatnie odnalezione doniesienie powstało w czerwcu 1988) wynika, że Aleksander Dubec spotykał się z oficerami SB jako kandydat na tajnego współpracownika, zaś w 1971 został zarejestrowany jako TW i była to współpraca dobrowolna. Duchowny informował SB o aktualnych problemach PAKP, w tym o kwestiach finansowych, przedstawiał charakterystyki kapłanów i wiernych włączywszy w to sprawy obyczajowe, zbierał informacje o ukraińskiej emigracji w Kanadzie i udostępniał oryginalne dokumenty kościelne.
Duchowny przekazywał również informacje o działalności duchownych grecko- i rzymskokatolickich, informował o działalności związków wyznaniowych w Polsce południowo-wschodniej, jak również o działaniach podejmowanych w Ukraińskim Towarzystwie Społeczno-Kulturalnym i wśród Łemków. W dokumentach przetrwały pokwitowania świadczące o tym, że władyka otrzymywał gratyfikację za swoje informacje, którą stanowiły „paczki delikatesowe”. Oprócz regularnie wręczanych paczek żywnościowych kilkakrotnie otrzymał luksusowe prezenty.
Rzecznik diecezji przemysko-nowosądeckiej ks. Julian Feleńczak, komentując publikację, stwierdził, iż arcybiskup zaprzeczył, jakoby świadomie podjął współpracę z SB. Natomiast historyk Krzysztof Kaczmarski uznał cytowane materiały za wiarygodne.

## Odznaczenia i ordery
- 11 lipca 2007 prezydent Ukrainy Wiktor Juszczenko odznaczył arcybiskupa Adama Orderem Księcia Jarosława Mądrego (I stopnia)[16][17]
- Odznaczony przez Ukraińską Cerkiew Prawosławną Orderem św. Piotra Mohyły. Order został przyznany biskupowi Adamowi przez metropolitę kijowskiego i całej Ukrainy Włodzimierza i nosi numer 001. Order wręczył 9 maja 2010 w Sanoku arcybiskup lwowski i halicki Augustyn (Markewycz).